# Crkva Svetog Ilije u Zenici
Crkva Svetog Ilije u Zenici katolička je crkva koja pripada Vrhbosanskoj nadbiskupiji. Komisija za očuvanje nacionalnih spomenika, na sjednici održanoj 16—22. januara 2007. godine, donijela je odluku da se crkva proglasi za nacionalni spomenik BiH. Ovu odluku Komisija je donijela u sljedećem sastavu: Zejnep Ahunbaj, Amra Hadžimuhamedović, Dubravko Lovrenović, Ljiljana Ševo (predsjedavajuća) i Tina Vik. Nacionalni spomenik čini crkva i župni ured i pripadajući park između ta dva objekta.

## Istorija
Prvobitna župna crkva u Zenici izgrađena je 1870, a današnja 1909—1910, po projektu Josipa Vancaša. Na njoj preovlađuju arhitektonski oblici secesije. Sadašnja župna kuća izgrađena je 1910. (sjedište zeničke župe premješteno je iz Crkvica u centar grada), a 1930. je rekonstruisana i značajno proširena.
Crkva posjeduje orgulje koje je 1933. poklonio visoki činovnik željezare u Zenici Faulend. Od drugih instrumenata postoje električne orgulje, harmonijum i gitare.
Franjevački redovnici u okviru svog rada imali su zadatak da obrazuju i edukuju lokalno stanovništvo. O tome svjedoči dokument čuvan u arhivi samostana Guča Gora, koji govori o postojanju osnovne škole u Zenici 1878, koja je brojala oko 40 učenika.
Rad na polju obrazovanja i edukacije početkom 20. vijeka na području Zenice preuzimaju časne sestre reda Presvete krvi Isusove, koje su vodile osnovnu i srednju školu sve do kraja Drugog svjetskog rata, u objektu danas poznatom kao Kloster.

## Opis
Crkva je tlocrtno pravougaonog oblika dimenzija 42,5 × 12,75 metara sa apsidom polukružnog oblika i pročeljem sa zvonikom. Uz jugozapadni ugao crkve veže se tlocrtno župni ured. Glavni oltar je iz 1837. s reljefom Svetog Ilije i skulpturama Sv. Barbare i Sv. Florijana. Crkvu ukrašavaju i dva vitraža na kojima su likovi Sv. Petra i Sv. Pavla. Tri pomoćna oltara su izrađena dvadesetih godina 20. vijeka u tirolskoj radionici Ferdinanda Štuflesera. Na zvoniku crkve nalaze se tri zvona.
U crkvi se nalazi 14 scena predstavljenih na Križnom putu, urađenih u uljnoj tehnici, početkom 20. vijeka od strane nepoznatog autora. Crkva posjeduje orgulje od osam registara. Donesene su u crkvu 1933. godine. Napravljene su u Zagrebu u radionici Heferer. U crkvi se nalaze dvije slike Gabrijela Jurkića iz 1955. godine. Skulptor Anto Kajinić iz Zenice je za crkvu 1995. godine izradio skulpturu Sv. Ilije od kruškovog drveta. Skulptura je visoka oko 4,5 m. Isti autor je 1993. godine izradio skulpturu Blažene Djevice Marije (Gospin kip). Skulptura je izrađena od bronze. Njena visina je oko 2 m. Skulptura je postavljena u vrtu između crkve i župnog ureda.
Crkva Svetog Ilije i župni dvor su u relativno dobrom građevinskom stanju, osim fasade (čija je boja dotrajala na nekim dijelovima). Svakodnevno se koriste oba objekta, crkva za molitve, a župni dvor za obavljanje administrativnih poslova i smještaj crkvenog osoblja. Tokom posljednje decenije u župnom uredu, odnosno crkvi, prikuplja se likovna zbirka savremene umjetnosti. Svi predmeti pokretnog naslijeđa se nalaze u dobrom stanju.
U blizini crkve je KŠC „Sveti Pavao”, kao i stadion Bilino polje.

## Spoljašnje veze
- Vrhbosanska nadbiskupija, župe
- Župa Svetog Ilije Zenica na sajtu
- Bosna srebrena
- Turistička zajednica Zeničko-dobojskog kantona